# Đường cao tốc Pyeongtaek–Siheung
Đường cao tốc Pyeongtaek–Siheung (Tiếng Hàn: 평택시흥고속도로; Pyeongtaek-Siheung Gosok Doro), hay đường cao tốc Seohaean thứ hai, là một đường cao tốc ở Hàn Quốc, nối Pyeongtaek đến Hwaseong, Ansan, và Siheung. Nó là đường cao tốc số 153 và là tuyến nhánh của Đường cao tốc Seohaean. Toàn bộ chiều dài từ Pyeongtaek đến Siheung là 39,39 km và tốc độ giới hạn là 110 km/h.

## Lịch sử
- 31 tháng 3 năm 2008: Công trình khởi công
- 28 tháng 3 năm 2013: Mở cửa lưu thông.

## Tổng quan

### Số làn đường
- W.Pyeongtaek JC ~ S.Ansan IC (36.12km): 4 làn khứ hồi (2 làn 1 chiều)
- S.Ansan IC ~ Gunja JC (36.12km): 4 làn khứ hồi (2 làn 1 chiều)
- Gunja JC ~ Wolgot JC: 10

### Chiều dài
39,39 km

### Tốc độ giới hạn
- Tốc độ tối đa 80km/h cho đoạn giữa Trạm thu phí W.Siheung ~ Gunja JC
- Tốc độ tối đa 100km/h cho đoạn còn lại

## Nút giao thông · Giao lộ
- IC và JC: Giao lộ, TG: Trạm thu phí, SA: Khu vực dịch vụ.
- Đơn vị đo khoảng cách là km.
  - Phần màu xanh dương nhạt (■): Đoạn đi trùng với Đường cao tốc vành đai 2 vùng thủ đô

| Số                                                     | Tên                                                    | Tên                                                    | Khoảng cách                                            | Tổng khoảng cách                                       | Kết nối | Vị trí                                                 | Vị trí                                                 | Ghi chú                                                                                          |
| Số                                                     | Tiếng Anh                                              | Hangul                                                 | Khoảng cách                                            | Tổng khoảng cách                                       | Kết nối | Vị trí                                                 | Vị trí                                                 | Ghi chú                                                                                          |
| Kết nối trực tiếp với Đường cao tốc Pyeongtaek–Jecheon | Kết nối trực tiếp với Đường cao tốc Pyeongtaek–Jecheon | Kết nối trực tiếp với Đường cao tốc Pyeongtaek–Jecheon | Kết nối trực tiếp với Đường cao tốc Pyeongtaek–Jecheon | Kết nối trực tiếp với Đường cao tốc Pyeongtaek–Jecheon | Kết nối trực tiếp với Đường cao tốc Pyeongtaek–Jecheon                                                                                    | Kết nối trực tiếp với Đường cao tốc Pyeongtaek–Jecheon | Kết nối trực tiếp với Đường cao tốc Pyeongtaek–Jecheon | Kết nối trực tiếp với Đường cao tốc Pyeongtaek–Jecheon                                           |
| ------------------------------------------------------ | ------------------------------------------------------ | ------------------------------------------------------ | ------------------------------------------------------ | ------------------------------------------------------ | --- | ------------------------------------------------------ | ------------------------------------------------------ | ------------------------------------------------------------------------------------------------ |
|                                                        | Điểm bắt đầu W.Pyeongtaek                              | 서평택기점                                             | -                                                      | 0.00                                                   | | Gyeonggi-do                                            | Pyeongtaek-si                                          |                                                                                                  |
| 1                                                      | W.Pyeongtaek JC                                        | 서평택 분기점                                          | 0.80                                                   | 0.80                                                   | Đường cao tốc Seohaean Đường cao tốc Pyeongtaek–Jecheon                                                                                   | Gyeonggi-do                                            | Pyeongtaek-si                                          | Trong trường hợp đi theo hướng Pyeongtaek, không thể đi vào Đường cao tốc Seohaean (hướng Seoul) |
| 2                                                      | Joam                                                   | 조암                                                   | 10.18                                                  | 10.98                                                  | Quốc lộ 77 (Ssangbong-ro·Poseunghyangnam-ro) Quốc lộ 82 (Poseunghyangnam-ro) Tỉnh lộ 82 (Poseunghyangnam-ro) Tỉnh lộ 310 (Beodeul-ro)     | Gyeonggi-do                                            | Hwaseong-si                                            |                                                                                                  |
| 2-1                                                    | Mado JC                                                | 마도 분기점                                            |                                                        |                                                        | Đường cao tốc vành đai 2 vùng thủ đô | Gyeonggi-do                                            | Hwaseong-si                                            |                                                                                                  |
| 3                                                      | Songsan-Mado                                           | 송산마도                                               | 11.32                                                  | 22.30                                                  | Tỉnh lộ 305 (Sagang-ro·Songsan-ro·Hwaseong-ro) Tỉnh lộ 322 (Hwaseong-ro)                                                                  | Gyeonggi-do                                            | Hwaseong-si                                            |                                                                                                  |
| SA                                                     | Songsan Podo SA                                        | 송산포도휴게소                                         |                                                        |                                                        | | Gyeonggi-do                                            | Hwaseong-si                                            | Tích hợp cả 2 hướng                                                                              |
| 4                                                      | S.Ansan                                                | 남안산                                                 | 13.82                                                  | 36.12                                                  | Quốc lộ 39 (Jungang-daero·Sandan-ro) Quốc lộ 77 (Byeolmang-ro) Tỉnh lộ 84 (Byeolmang-ro) Tỉnh lộ 98 (Byeolmang-ro) Neunggil-ro·Haebong-ro | Gyeonggi-do                                            | Ansan-si                                               |                                                                                                  |
| TG                                                     | W.Siheung TG                                           | 서시흥 요금소                                          | 2.66                                                   | 38.78                                                  | | Gyeonggi-do                                            | Siheung-si                                             | Trạm thu phí chính                                                                               |
| 5                                                      | Gunja JC                                               | 군자 분기점                                            | 0.61                                                   | 39.39                                                  | Đường cao tốc Yeongdong | Gyeonggi-do                                            | Siheung-si                                             | Trong trường hợp hướng Siheung, không thể đi vào Đường cao tốc Yeongdong (hướng Gangneung)       |
| Kết nối trực tiếp với Đường cao tốc Yeongdong          |                                                        |                                                        |                                                        |                                                        | |                                                        |                                                        |                                                                                                  |